# هوراسيو بيرالتا
هوراسيو بيرالتا (بالإسبانية: Horacio Peralta)‏ هو لاعب كرة قدم أوروغواياني في مركز الهجوم، ولد في 3 يونيو 1982 في مونتفيدو في الأوروغواي. شارك مع منتخب الأوروغواي تحت 17 سنة لكرة القدم ومنتخب الأوروغواي تحت 20 سنة لكرة القدم ومنتخب الأوروغواي لكرة القدم. أما مع النوادي، فقد لعب مع أتلانتي إف سي وإنديبنديينتي سانتا في وبيلا فيستا وسنترال إسبانيول وكيلمس ونادي أكاديميكا كويمبرا ونادي ألباسيتي ونادي بويبلا ونادي دانوبيو ونادي غراسهوبر زيوريخ ونادي فلامنغو ونادي كالياري وناسيونال مونتيفيديو.

## وصلات خارجية
- هوراسيو بيرالتا على موقع قاعدة بيانات كرة القدم.إي يو (الإنجليزية)
- هوراسيو بيرالتا على موقع ناشيونال فوتبول تيمز (الإنجليزية)
- هوراسيو بيرالتا على موقع Soccerway.com (الإنجليزية)